# Брецьлєво
Брецьлєво (словен. Brecljevo) — поселення в общині Шмарє-при-Єлшах, Савинський регіон, Словенія. 
Висота над рівнем моря: 297,5 м.